# Буркина-Фасо на Олимпийских играх
Буркина-Фасо принимала участие в 10 летних Олимпийских играх. Страна дебютировала на летних Олимпийских играх в Мюнхене под названием Верхняя Вольта, однако затем пропустила Игры в Монреале, Москве и Лос-Анджелесе, вернувшись в олимпийскую семью только в 1988 году на Играх в Сеуле уже под названием Буркина-Фасо. С тех пор спортсмены Буркина-Фасо участвовали во всех летних Играх. Страну на всех Играх представляли 32 мужчины и 16 женщин, принимавшие участие в турнирах по боксу, велоспорту, дзюдо, лёгкой атлетике, плаванию, тхэквондо и фехтованию. Наиболее крупную делегацию (7 человек) Буркина-Фасо отправляла на Игры 2020 года.
В зимних Олимпийских играх страна не участвовала. 5 августа 2021 года на Олимпийских играх в Токио Юг Фабрис Занго занял третье место в тройном прыжке и принёс Буркина-Фасо первую олимпийскую медаль в истории.
Национальный олимпийский и спортивный комитет Буркина-Фасо был основан в 1965 году, признан МОК в 1972 году.

## Таблица медалей

### Летние Олимпийские игры
| Игры                | Спортсменов          | Золото               | Серебро              | Бронза               | Всего                | Место                |
| ------------------- | -------------------- | -------------------- | -------------------- | -------------------- | -------------------- | -------------------- |
| 1972 Мюнхен         | 1                    | 0                    | 0                    | 0                    | 0                    | —                    |
| 1976—1984           | не принимала участие | не принимала участие | не принимала участие | не принимала участие | не принимала участие | не принимала участие |
| 1988 Сеул           | 6                    | 0                    | 0                    | 0                    | 0                    | –                    |
| 1992 Барселона      | 4                    | 0                    | 0                    | 0                    | 0                    | —                    |
| 1996 Атланта        | 5                    | 0                    | 0                    | 0                    | 0                    | —                    |
| 2000 Сидней         | 4                    | 0                    | 0                    | 0                    | 0                    | —                    |
| 2004 Афины          | 5                    | 0                    | 0                    | 0                    | 0                    | —                    |
| 2008 Пекин          | 6                    | 0                    | 0                    | 0                    | 0                    | —                    |
| 2012 Лондон         | 5                    | 0                    | 0                    | 0                    | 0                    | —                    |
| 2016 Рио-де-Жанейро | 5                    | 0                    | 0                    | 0                    | 0                    | —                    |
| 2020 Токио          | 7                    | 0                    | 0                    | 1                    | 1                    | 86                   |
| 2024 Париж          | 5                    | 0                    | 0                    | 0                    | 0                    | —                    |
| Итого               | Итого                | 0                    | 0                    | 1                    | 1                    |                      |

## См.также
- Список знаменосцев Буркина-Фасо на Олимпийских играх
- Буркина-Фасо на Паралимпийских играх
- Буркина-Фасо на Универсиадах
- Буркина-Фасо на юношеских Олимпийских играх
- Буркина-Фасо на Африканских играх